# ویکی‌سفر لهستانی
ویکی‌سفر لهستانی نسخهٔ زبان لهستانی وب‌گاه ویکی‌سفر است؛ که در تاریخ ۱۰ فوریه ۲۰۱۳ ایجاد گردید.

## تاریخچه
نسخه زبان لهستانی ویکی‌سفر هم اکنون، با بیش از ۳۶۶۷ راهنمای سفر، در ردهٔ هفتم ویکی‌سفرها قرار دارد.